# Ryssgraven

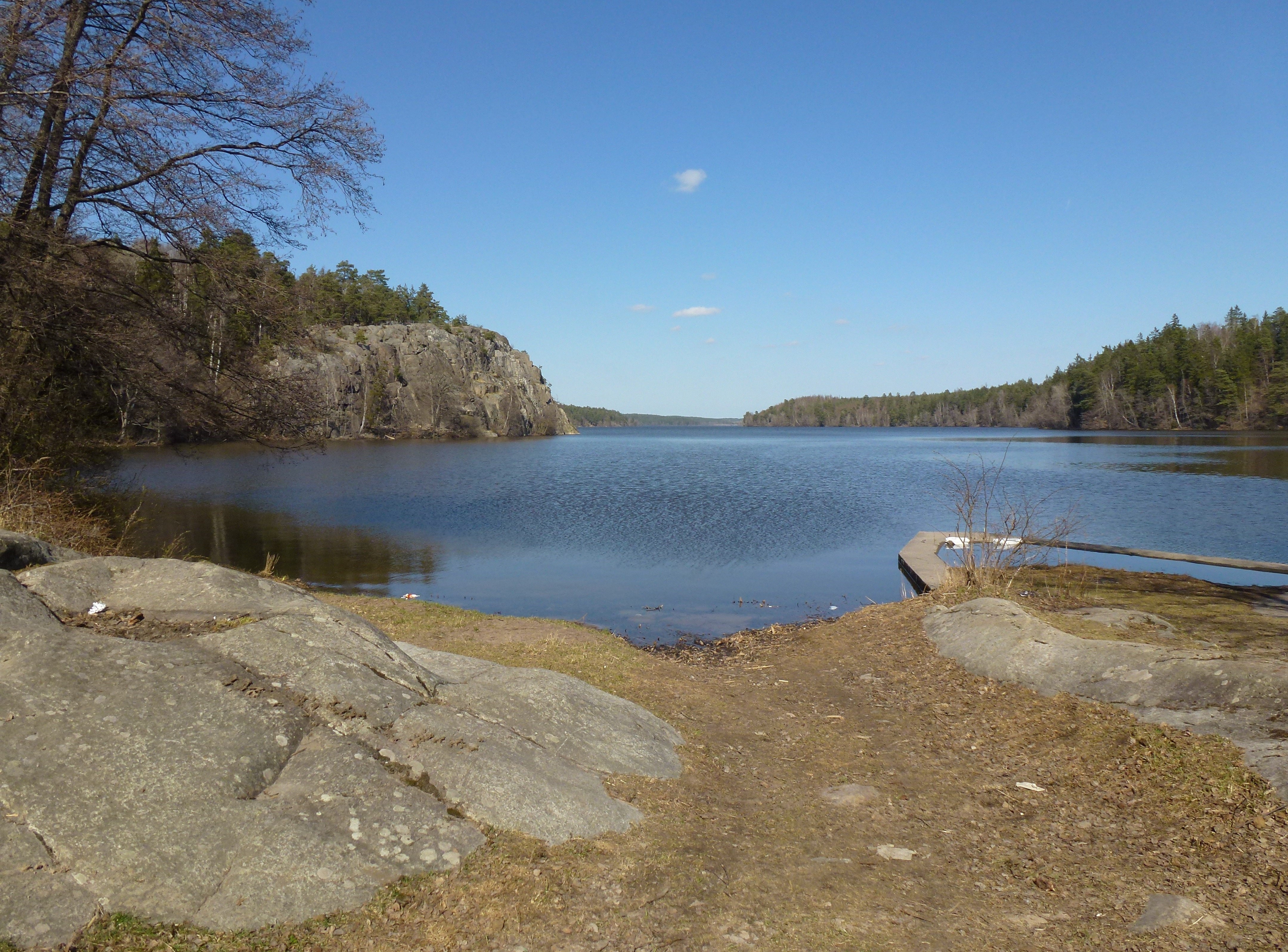
Ryssgraven, vy mot norr, maj 2013.

Ryssgraven är en vik av Mälaren och möjlig tidigare kanal strax nordöst om Kungsängen i Upplands-Bro kommun i Stockholms län. Namnet ”Ryssgraven” anges även för näset mellan Stäksön och fastlandet, Lilla Stäket. Enligt en folklig tradition skall det här funnits en anlagd kanalförbindelse mellan fjärdarna Görväln och Skarven. Förleden ”Ryss” har genom tiderna fått många olika tolkningar, ingen har kunnat bekräftas. Gamla Enköpingsvägen gick över Ryssgravens näs ända fram till 1971, då invigdes en hög motorvägsbro. Stockholm–Västerås–Bergslagens Järnvägars spår anlades 1875 och fanns kvar till 2001.

## Namnet
En av teorierna menar att namnet Ryssgraven kan tyda på att man använt ryska krigsfångar för att gräva en kanal över näset. Enligt en annan uppfattning kan Ryssgraven ha sin upprinnelse i att ryska vikingar härjade Stäket och Sigtuna år 1187. De dödade den svenske ärkebiskopen vid Stäket. Det sägs att ryssarna flydde sedan från de svenska försvararna via Bak-stäket, Lilla Stäket - Ryssgraven. Det kan även vara så att Ryssgraven inte har något alls med ryssar att göra utan att det helt enkelt syftar till fiskeredskapet ryssja.

## ”Kanalen” Ryssgraven

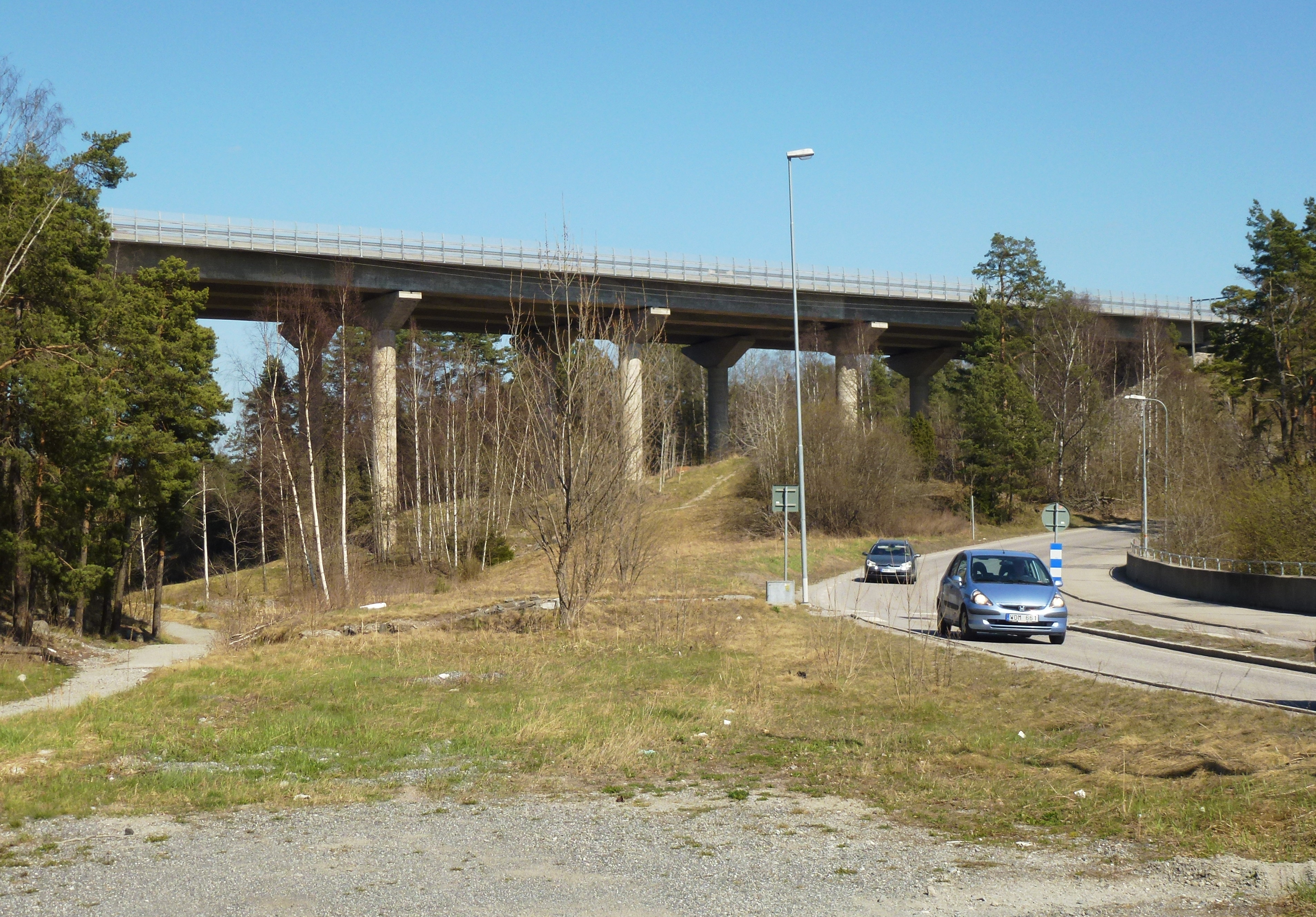
Ryssgravens näs (Lilla Stäket) med gamla Enköpingsvägen och den moderna högbron i bakgrunden.

Ryssgraven avsåg ursprungligen inte viken, utan en grävd vattenförbindelse, en sorts kanal, över det smala näset, som bildades genom den postglaciala landhöjningen och senare utfyllnader. Enligt traditionen skall det här ha funnits en kanal, grävd av ryska krigsfångar. Det första arbetet med kanalen säges ha gjorts av ester på 1100-talet.
På 1700-talet anlades en bro över vattendraget. Under Johan III:s tid uppmuddrades farleden och förblev segelbar fram mot år 1800. Idag återstår en oregelbunden sänka 40 meter lång (NNÖ-SSV), 3-15 meter bred och 1-2 m djup.  Tidigare undersökningar har ej kunnat bekräfta teorier om att det rör sig om en anlagd kanal.

## Viken Ryssgraven
Enligt sjökortet är Ryssgraven en cirka 2 000 meter lång och omkring 250 meter bred vik. Djupet varierar mellan 12 och 20 meter. I väst finns en cirka 25 meter hög förkastningsbrant som används av klättrare som övningsvägg.